# Dietrich Fischer-Dieskau
Dietrich Fischer-Dieskau (Berlin, 1925. május 28. – Berg am Starnberg, 2012. május 18.) ötszörös Grammy-díjas német operaénekes (lírai bariton), karmester. A második háború utáni időszak egyik leghíresebb dalénekese, „a 20. század egyik legkiemelkedőbb énekhangja”.
A franciák „Le miracle Fischer-Dieskau” névvel illették, Elisabeth Schwarzkopf szerint „egy született isten, tökéletes hanggal.” Rendkívül nagyra értékelték előadói intuícióját, valamint gyönyörű hangja fölötti tökéletes uralmát. Fischer-Dieskau számos kiemelkedő operaszerepet is eljátszott, felvételeket is szívesen készítettek vele a kiadók, minden idők legtöbbet rögzített operaénekese. Harminc éven át mind az opera, mind a klasszikus koncertek világában domináns szerepe volt.
Lenyűgöző, századokat átívelő repertoárt rögzített, Alan Blyth brit zenetudós megjegyzése szerint: „Nincs még egy olyan énekes korunkban, de bizonyára máskor sem, aki Dietrich Fischer-Dieskau széleskörű, változatos repertoárjának, elért eredményeinek akár a közelébe is jöhetne. Legyenek azok operák, dalok vagy oratóriumok, németül, olaszul vagy angolul: mind természetes volt számára. Mégis, minden egyes előadását a precizitás, az egyediség jellemezte.” Az említett nyelveken kívül franciául, oroszul, héberül és magyarul is készített felvételeket.

## Élete
„Családi zenetörténete” a 18. századig nyúlik. Őse volt az a Ludwig Fischer (1745–1825) basszista, aki az első Ozmin volt Mozart Szöktetés a szerájból c. Singspieljében, valamint Carl Heinrich von Dieskau udvari kamarás, akinek Bach a Parasztkantátát írta.
Albert Dietrich Fischer-Dieskau édesapja, iskolaigazgató volt, édesanyja, Dora pedig tanítónő. Már gyermekként elkezdett énekelni, formális énekképzésben 16 éves korától vett részt. A Wehrmachtba való bevonulása idején, 1943-ban Fischer-Dieskau épphogy befejezte gimnáziumi tanulmányait és a berlini konzervatórium első szemeszterét végezte. 1945-ben, Olaszországban hadifogságba esett, két évet töltött egy amerikai irányítás alatt lévő táborban, ahol gyakran énekelte a hazavágyó német katonák kedvenc Liedjeit.

## Énekesi karrierje
1947-ben tért haza Németországba, Badenweilerbe, ahol kezdetét vette énekesi karrierje: Brahms Német requiemjét énekelte el minden előzetes gyakorlás nélkül (utolsó pillanatban kellett beugrania egy indiszponált énekes helyére). Első dalestjét Lipcsében tartotta, 1947 őszén, és röviddel ezután igen sikeres koncertet adott a berlini Titania-Palastban.
Karrierje korai szakaszától kezdve együttműködött Elisabeth Schwarzkopf és Irmgard Seefried jól ismert lírai szopránokkal, valamint Walter Legge producerrel, Franz Schubert és Hugo Wolf dalaiból készült albumaik zajos sikert arattak.
Fischer-Dieskau 1948 őszén, a Berlini Városi Opera (nyugat-berlini Kerületi Opera) vezető baritonjaként, Posa márki szerepében mutatkozott be Verdi Don Carlosában, Fricsay Ferenc karmesterrel. E társulat, amelyet 1961 után Német Operaként ismertek, maradt művészi otthona egészen a színpadtól való 1978-as elbúcsúzásáig.
Fischer-Dieskau vendégművészként gyakran lépett fel Bécs és München operaházaiban. 1949 után Európa több országában koncertezett, így Hollandiában, Svájcban vagy Olaszországban. 1951-ben mutatkozott be a Salzburgi Ünnepi Játékokon, majd ugyanabban az évben az Egyesült Királyságban is. 1954 és 1961 között rendszeresen fellépett a Bayreuthi fesztiválon, és 1956 és a 70-es évek eleje között rendszeres vendégművésze volt a salzburgi fesztiválnak is.
Operaénekesként elsősorban Berlinben és a müncheni Bajor Állami Operában lépett fel. Vendégként azonban a bécsi Operában, a Covent Gardenben, Japánban és Hamburgban is énekelt. 1955-ben lépett fel először az Egyesült Államokban, Bach és Brahms műveit énekelte. Első amerikai dalestjén Franz Schubert-dalokat adott elő, ugyanabban az évben április 19-én. Amerikai fellépésein Gerald Moore zongorista kísérte.
1951-ben készítette Fischer-Dieskau és Gerald Moore az első közös dalfelvételeket az EMI londoni stúdiójában, majd az évek során számtalan alkalommal dolgoztak együtt. Felvételeiket néha elő is adták élő koncertek alkalmával. Színpadi együttműködésük egészen 1967-ig tartott, amikor Moore visszavonult a nyilvános fellépésektől, de még 1972-ig készítettek közösen felvételeket, amikor is befejezték grandiózus művüket: hanghordozóra rögzítették Schubert férfihangra alkalmas összes dalát. Gerald Moore 1972-ben teljesen visszavonult és 1987-ben, 87 évesen halt meg.
Fischer-Dieskau 20. századi klasszikus műveket is előszeretettel adott elő, köztük Benjamin Britten (aki Fischer-Dieskaut választotta a War requiem bariton szólóhangjának), Samuel Barber, Winfried Zillig, Gottfried von Einem vagy Aribert Reimann alkotásait. Részt vett Gottfried von Einem An die Nachgeborenen című kantátájának 1975-ös premierjén majd 1993-as felvételén is, amely művet az ENSZ megrendelésére írt a szerző 1973-ban. A felvételt Hamari Júliával és a Bécsi szimfonikusokkal rögzítették, Carlo Maria Giulini vezényelt.
A német zeneirodalom rögzítésén felül Fischer-Dieskau az olasz operákban is alkotott kiváló felvételeket. Verdi Rigolettója (Renata Scottóval) vagy a Don Carlos Posája igen tiszteletre méltó teljesítmények. Más operákban nyújtott alakításai kevésbé hatásosak, hangjából hiányzik a mediterrán vibrálás. Hanghordozón megjelent művei legnagyobb része azonban végiggondolt, intelligens előadás, csakúgy, mint Schwarzkopf vagy Maria Callas művészete, fontos elemük a kottához való hűségük. Fricsay Ferenc karmester egyszer azt nyilatkozta: „Soha nem gondoltam volna, hogy egy olasz baritont találok Berlinben.” Fischer-Dieskau 1978-ban fejezte be az operaéneklést, abban az évben, amikor utolsó operáját, Aribert Reimann Lear című művét felvette, amelyet a zeneszerző az ő javaslatára komponált meg.
Egész karrierjét végigkísérte hibátlan zenetudása és művészi technikája. Greg Sandow, az Opera News írója szerint „Mindent egybevetve technikája lélegzet elállító; akár emlékművet is szentelhetnénk neki.” 1993 Újév napján – 67 évesen – hagyta ott végleg a színpadot, és a továbbiakban karmesterként, énektanárként (főleg a dalok előadását oktatta), festőművészként és zeneíróként tevékenykedett. Narrátorként is tovább szerepelt, felolvasta például Strauss Hugo von Hofmannsthalhoz intézett leveleit a Rheingau Musik Festivalon, 1994-ben; valamint szerepelt Strauss melodrámájában, az Enoch Ardenben. Tiszteleti tagja a Robert Schumann Társaságnak.
A „világ legnagyobb Lied-dalnokaként” (Time) rendszeresen telt házas koncerteken lépett fel, egészen 1992-es visszavonulásáig. Előadásai precíz felépítése, amelyben a zene és a szöveg harmonikusan épültek egybe, máig érvényes standardot alakítottak ki. Elsősorban az ő munkásságának köszönhető, hogy napjainkban ismét megnövekedett a német romantikus dalok utáni érdeklődés. A legelismertebb Schubert dalénekesként Fischer-Dieskaunak csak egy vetélytársa akadt Joachim Kaiser kritikus szerint – saját maga, mivel az évtizedek során új meg új mércéket állított fel, új technikákkal kísérletezett, és meglepetésszerű érzelmeket jelenített meg.

## Díjai

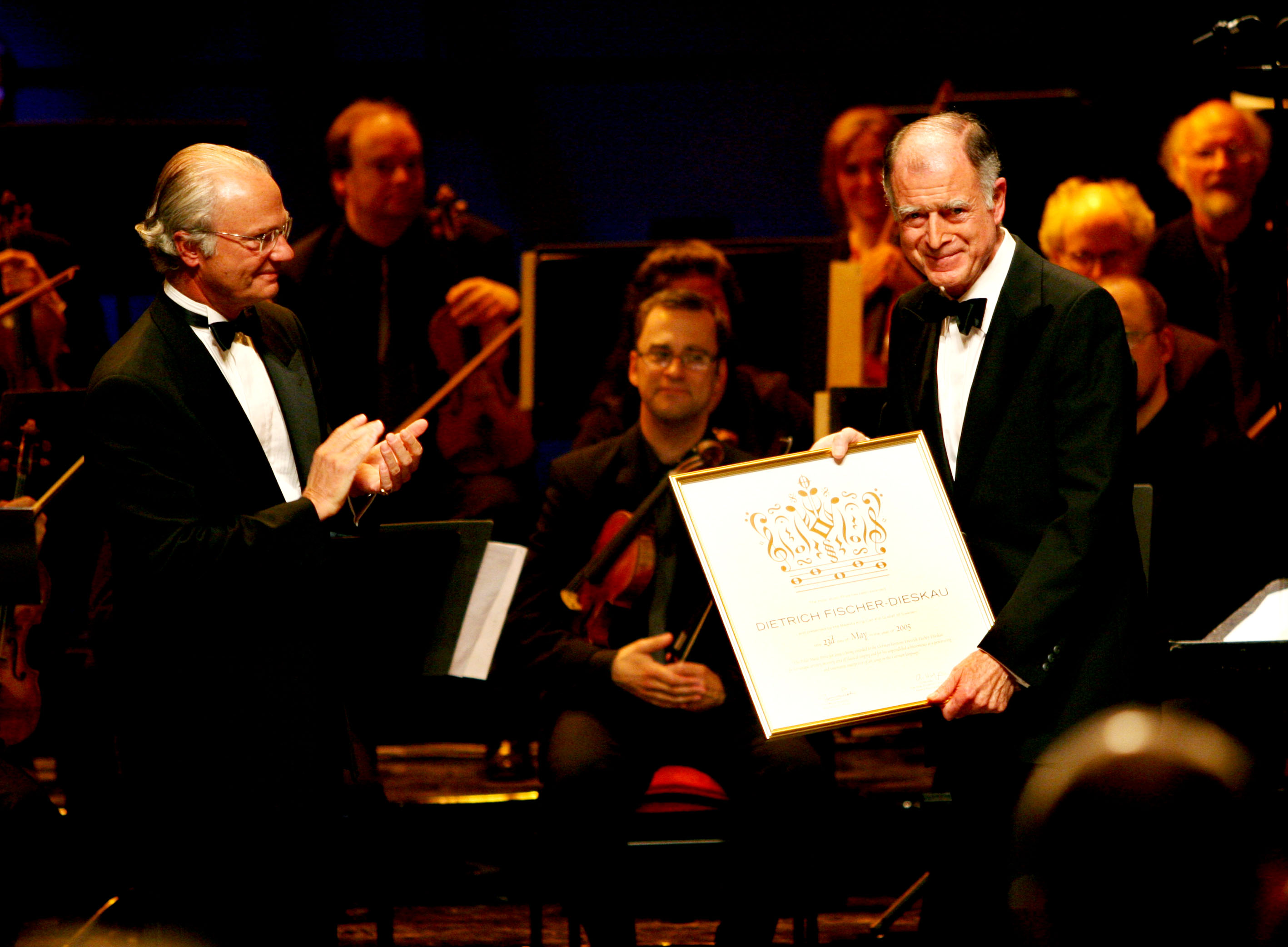
Unokaöccse, Thomas átveszi a Dietrich Fischer-Dieskaunak ítélt Polar-díjat XVI. Károly Gusztáv svéd királytól

- Léonie Sonning Zenei Díj 1975
- Ernst von Siemeens Zenei Díj 1980
- Polar Zenei Díj 2005

## Magánélete
Fischer-Dieskau 1949-ben vette feleségül Irmgard Poppen gordonkaművésznőt. Három fiuk született: Mathias (díszlettervező), Martin (karmester), és Manuel (gordonkaművész). Irmgard az ő születését követő komplikációkban halt meg, 1963-ban.
Ezután Fischer-Dieskau házastársa Ruth Leuwerik színésznő volt 1965–1967 között, majd Kristina Pugell, 1968–1975 között. 1977-től Várady Júlia szoprán énekesnő volt a felesége.

## Halála
2012. május 18-án hunyt el, 10 nappal 87. születésnapja előtt.

## Diszkográfia
(csak a CD-n [is] megjelent felvételek)

### Énekesként
Teljes operák
- Mozart: A varázsfuvola – Papageno (Maria Stader, Ernst Haefliger, Rita Streich, Josef Greindl stb.; Nyugat-berlini Rádió [RIAS] Kamarakórusa és Zenekara, vez. Fricsay Ferenc) (1955) Deutsche Grammophon 4761752
- Gioachino Rossini: Tell Vilmos – címszerep (Gianni Jaia, Giuseppe Modesti, Jolanda Mancini, Ivan Sardi stb.; a RAI Milánói Ének- és Zenekara, vezényel: Mario Rossi) (1956) Claque 3001/2/3, Myto 3MCD 001 212, Andromeda ANDCD 5045 és Line Music 6829425
- Beethoven: Fidelio – Don Pizzaro (Kieth Engen, Ernst Haefliger, Leonie Rysanek stb., Bajor Áll. Opera Ének- és Zenekara, vez. Fricsay Ferenc) (1957) Deutsche Grammophon 453 106-2
- Mozart: Don Giovanni – címszerep (Walter Kreppel, Sena Jurinac, Ernst Haefliger, Maria Stader, Karl Christian Kohn, Ivan Sardi, Irmgard Seefried; Nyugat-berlini Rádió [RIAS] Kamarakórusa és Zenekara, vez. Fricsay Ferenc) (1958) Deutsche Grammophon 483 6380 [CD + Pure Audio Blu-ray]
- Wagner: Tannhäuser – Wolfram von Eschenbach (Hans Hopf, Elisabeth Grümmer, Marianne Schech stb.; Berlini Állami Opera Ének- és Zenekara, vez. Franz Konwitschny) (1960) Electrola [EMI] 0 96550 2
- Verdi: Rigoletto – címszerep (Renata Scotto, Carlo Bergonzi, Fiorenza Cossotto stb.; La Scala Ének- és Zenekara, vez. Rafael Kubelík (1963) Deutsche Grammophon 477 5608
- Alban Berg: Wozzeck – címszerep (Evelyn Lear, Helmut Melchert, Fritz Wunderlich stb.; Nyugat-berlini Német Opera Ének- és Zemekara, vez. Karl Böhm (1964) Deutsche Grammophon
- Hindemith: Cardillac – Cardillac aranyműves (Leonore Kirschstein, Elisabeth Söderström stb.; Kölni Rádió Ének- és Zenekara, vez. Joseph Keilberth (1965) Deutsche Grammophon 431 741-2 és Opera d'Oro OPD 1427
- Alban Berg: Lulu – Dr. Schön (Evelyn Lear, Patricia Johnson stb.; Nyugat-berlini Német Opera Ének- és Zenekara, vez. Karl Böhm) (1967) Deutsche Grammophon 435 705-2
- Verdi: La Traviata – Georges Germont (Pilar Lorengar, Jaume Aragall i Garriga stb.; Nyugat-berlini Német Opera Ének- és Zenekara, vez. Lorin Maazel) (1968) Decca 443 000-2
- Richard Strauss: Salome – Johanán (Richard Cassilly, Gwyneth Jones, Mignon Dunn stb.; Hamburgi Áll. Opera Zenekara, vez. Karl Böhm) (1970) Deutsche Grammophon 463 541-2 és Brilliant Classics 9094
- Humperdinck: Jancsi és Juliska – Péter (Anna Moffo, Helen Donath, Christa Ludwig, Arleen Augér, Lucia Popp stb.; Tölzi Fiúkórus, Müncheni Rádiózenekar, vez. Kurt Eichhorn) (1971) RCA 74321 25281 2
- Richard Strauss: Salome – Johanán (Gerhard Stolze, Leonie Rysanek, Várnay Astrid stb., Bajor Áll. Opera Zenekara, Ferdinand Leitner) (a Müncheni ünnepi játékok 1971. júl. 26-i előadása) Melodram CDM 2.7098
- Pfitzner: Palestrina – Borromeo bíboros (Nicolaï Gedda, Bernd Weikl, Karl Ridderbusch stb.; Bajor Rádió Szimfonikus Zenekara, vez. Rafael Kubelík) (1973) Deutsche Grammophon 427 417-2 és Brilliant Classics
- Richard Wagner: A nürnbergi mesterdalnokok – Hans Sachs (Peter Lagger, Roland Hermann, Plácido Domingo, Catarina Ligenza, Christa Ludwig, Ivan Sardi stb.;  a Deutsche Oper Berlin Ének- és Zenekara, vezényel: Eugen Jochum) (1976) Deutsche Grammophon 415 278-2 és 477 7599
- Schumann: Genoveva – Siegfried (Edda Moser, Peter Schreier, Siegfried Lorenz stb.; Lipcsei Gewandhaus Zenekara, vez.: Kurt Masur) (1976) Brilliant Classics 95117
- Cimarosa: Titkos házasság – Geronimo (Várady Júlia, Arleen Augér, Hamari Júlia stb.; Angol Kamarazenekar, vez. Daniel Barenboim) (1977) Deutsche Grammophon 437 696-2 és Brilliant Classics 93 962
- Richard Strauss: Arabella – Mandryka (Várady Júlia, Kurt Böhme, Hertha Töpper, Edith Mathis stb.; Bajor Állami Zenekar, vez. Wolfgang Sawallisch) (a müncheni opera 1977. jan. 31-i előadásának felvétele) Golden Melodram GM 3.0096
- Aribert Reimann: Lear – címszerep (Várady Júlia, Helga Dernesch, Richard Holm; Bajor Áll. Opera Énekkara, Bajor Állami Zenekar, vez. Gerd Albrecht) (1978) Deutsche Grammophon 463 480-2
- Beethoven: Fidelio – Don Fernando (Hans Sotin, René Kollo, Gundula Janowitz stb.; Bécsi Áll. Opera Énekkara, Bécsi Filharmonikus Zenekar, vez. Leonard Bernstein) (1978) Deutsche Grammophon 474 420-2
- Bartók Béla: A kékszakállú herceg vára – Kékszakállú (Várady Júlia; Bajor Állami Zenekar, vez. Wolfgang Sawallisch) (1979) Deutsche Grammophon 423 236-2 [magyarul]
- Richard Strauss: Arabella – Mandryka (Várady Júlia, Walter Berry, Helga Schmidt, Helen Donath stb.; Bajor Állami Zenekar, vez. Wolfgang Sawallisch) (1980) Orfeo C169 882H
- Beethoven: Fidelio – Don Fernando (Peter Schreier, Várady Júlia stb.; Aja Ének- és Zenekar, vez. Nikolaus Harnoncourt) (1986) Celestial Audio CA 275
- Bartók Béla, A kékszakállú herceg vára, Fricsay Ferenccel [németül]
- Busoni, Doktor Faust, vezényelt Ferdinand Leitner
- Gluck, Orfeusz és Euridiké Karl Richterrel
- Gluck, Iphigénia Auliszban Artur Rotherrel
- Gluck, Iphigénia Auliszban Kurt Eichhornnal és Anna Moffóval
- Mozart, A varázsfuvola, Karl Böhmmel
- Mozart, A varázsfuvola, Solti Györggyel (az öreg pap szerepében)
- Mozart, Figaro házassága, Karl Böhmmel
- Mozart, Figaro házassága, Fricsay Ferenccel
- Mozart, Don Giovanni, Karl Böhmmel
- Mozart, Così fan tutte, legkevesebb két felvételt készített, az egyiken Gundula Janowitz szerepel Fiordiligi szerepében; a másikban Irmgard Seefried a sztár, mindkettő karmestere Karl Böhm
- Puccini, Tosca, Birgit Nilssonnal, valamint német részletek Anja Siljaval, Decca Records
- Richard Strauss, Elektra, Karl Böhmmel
- Strauss, Die Frau ohne Schatten, Joseph Keilberthszel, Deutsche Grammophon
- Strauss, A rózsalovag, Karl Böhmmel
- Strauss, Ariadné Naxosz szigetéről, Kurt Masurral
- Strauss, Capriccio, Wolfgang Sawallischsal
- Johann Strauss, A denevér, Willi Boskovskyval
- Verdi, Az álarcosbál (németül), Fritz Buschsal
- Verdi, Otello
- Verdi, Falstaff, Leonard Bernsteinnel
- Verdi, Macbeth, Elena Souliotis
- Verdi, Don Carlos, németül, Fricsay Ferenccel és Josef Greindllel, 1948 (debütálása az opera színpadán)
- Verdi, Don Carlos, olaszul, Solti Györggyel
- Wagner, A nürnbergi mesterdalnokok, Fritz Kothner, a pék szerepében, Andre Clutyensszel, Bayreuthban, 1956
- Wagner, Lohengrin Rudolf Kempével (EMI), Friedrich von Telramund szerepében
- Wagner, Lohengrin, Eugen Jochummal, Bayreuthi Fesztiválzenekar, 1954, Heerrufer szerepében
- Wagner, Lohengrin, Solti Györggyel, Bécsi Filharmonikus Zenekar, Decca
- Wagner, A bolygó hollandi, Franz Konwitschnyvel, EMI
- Wagner, A Rajna kincse, Herbert von Karajannal, DG
- Wagner, Az istenek alkonya, Solti Györggyel és a bécsi Filharmonikusokkal, Decca
- Wagner, Trisztán és Izolda, Wilhelm Furtwänglerrel
- Wagner, Tristan und Isolde, Carlos Kleiberrel
- Wagner, Parsifal, Hans Knappertsbuschsal (élő, Bayreuth, 1956, a CD-t az Arkadia készítette)
- Wagner, Parsifal, stúdiófelvétel, Solti Györggyel

Oratorikus művek
- Benjamin Britten: Cantata misericordium, op. 69 (Sir Peter Pears; Londoni Szimfonikusok Énekkara, Londoni Szimfonikus Zenekar, vez. a szerző (1964) DECCA 425 100-2
- Mahler: Dalok a „Fiú csodakürtjéből” (Dame Elisabeth Schwarzkopf; Londoni Szimfonikus Zenekar, vez. Széll György (1968) EMI 5 67236 2
- Robert Schumann: Jelenetek Gothe Faustjából – Faust, Doctor Marianus (Elizabeth Harwood, John Shirley-Quirk, Sir Peter Pears stb.; Wandsworth School Fiúkórusa, Aldeburghi Fesztiválkórus, Angol Kamarazenekar, vez.: Benjamin Britten) (1972) Decca 476 1548
- Felix Mendelssohn-Bartholdy: Paulus, op. 36 (Helen Donath, Hanna Schwarz, Werner Hollweg; Düsseldorfi Szimfonikusok, vez Rafael Frühbeck de Burgos (1976–77) EMI 96464 2
- D. D. Sosztakovics: XIV. szimfónia, op. 135. (Várady Júlia; Amszterdami Concertgebouw Zenekara, vez. Bernard Haitink (1980) Decca 475 7413
- Johann Sebastian Bach, 75 kantáta, Karl Richterrel, Polygram
- Bach, Passiók, Jézus és basszus szerepek, nagyszámú karmesterrel, mint pl. Herbert von Karajan, Otto Klemperer, Wilhelm Furtwängler, Fritz Lehmann, vagy Karl Richter
- Brahms, Német requiem, Rudolf Kempével
- Brahms, Német requiem, Otto Klempererrel, a Philharmonia zenekarral és Elisabeth Schwarzkopffal, az EMI 1961-es kiadásában
- Britten, War Requiem, vezényel Benjamin Britten, Galina Visnyovszkaja és Sir Peter Pears közreműködésével
- Fauré, Requiem, Op. 48 André Cluytens, EMI
- Haydn, A Teremtés, Herbert von Karajannal
- Henze, Elégia fiatal szerelmeseknek, Martha Mödllel, vezényel a zeneszerző
- Mozart, Requiem, Daniel Barenboimmal
- Orff, Carmina Burana, Eugen Jochummal és a berlini Német Opera kórusával és zenekarával, Deutsche Grammophon
- Reger, Hebbel Requiem a Hamburgi Filharmonikusokkal és Gerd Albrechttel
- Schoeck, Élve eltemetve, a berlini Radio-Symphonie-Orchesterrel, Deutsche Grammophon
- Zemlinsky, Lírikus szimfónia, Lorin Maazellel

Dalok
- Schubert: Dalok (Gerald Moore) (1966–1972) Deutsche Grammophon 477 5765 [21 cd, minden férfihangra írt dal és -ciklus; a cd-k egyenként is megjelentek]
- Felix Mendelssohnb-Bartholdy: Dalok + Carl Loewe: Balladák. (Wolfgang Sawallisch, Gerald Moore) (1970 + 1967) EMI 3 91990 2
- Robert Schumann: Dalok. (Christoph Eschenbach) Deutsche Grammophon 445 6602 [6 cd]
- Mahler: A dalok zongorás változata (Daniel Barenboim) (1978) EMI 4 76780 2
- Schubert: 16 dal (Hartmut Höll) (1987) Bayer Records
- Brahms, Liebeslieder Walzer, Deutsche Grammophon
- Brahms, Vier ernste Gesänge, dalok Jörg Demus zongora kíséretével, Deutsche Grammophon
- Debussy, Mélodies, Hartmut Höll zongoristával, 1988-as felvétel, Claves Records, 2006-os kiadás a Brilliant Classicstól
- Paul Hindemith, Mathis, a festő, Rafael Kubelíkkel
- Paul Hindemith, Requiem szeretteinkért, Wolfgang Sawallischsal
- Mahler, Dal a Földről; Leonard Bernsteinnel és a Bécsi Filharmonikusokkal
- Mahler, Lieder eines fahrenden Gesellen és Des Knaben Wunderhorn, Daniel Barenboimmal, zongora, Sony
- Mahler, Lieder eines fahrenden Gesellen és Kindertotenlieder zenekarral, Wilhelm Furtwänglerrel és Rudolf Kempével, EMI
- Mahler, Kindertotenlieder, Karl Böhmmel
- Mahler, Rückert-Lieder, Deutsche Grammophon
- Felix Mendelssohn Bartholdy, Lieder, Hartmut Höllel, zongora, 1989 és 1991 között rögzítette a Claves Records, 2006-ban kiadta a Brilliant Classics
- Weber, Lieder, Hartmut Höllel, zongora, 1991, Claves Records; utánkiadás 2006-ban, Brilliant Classics
- Wolf, Frühe Lieder, Hartmut Höllel, zongora, 1986, Claves Records, utókiadás 2006-ban, Brilliant Classics
- Mozart és Haydn felfedezések, Reinhard Petersszel és a Bécsi Haydn Zenekarral; Decca Records
- Schoeck, Notturno, öt tétel énekhangra és vonósnégyesre, EMI Classics
- Schoeck, Lieder, Margarit Weberrel (zongora) és Karl Engellel (zongora), Deutsche Grammophon
- Schubert, Német requiem, Wolfgang Sawallischsal és a bajor Rádió Zenekarával, Capitol
- Schubert, Téli utazás, Jörg Demus, zongora, Deutsche Grammophon
- Schubert, A szép molnárlány, Gerald Moore, zongora, Angel
- Schubert, Missa Solemnis és más misék C-dúrban és Esz-dúrban, Wolfgang Sawallisch és a bajor Rádió Szimfonikus Zenekara, EMI
- Schubert, Hattyúdal, Gerald Moore, zongora, EMI
- Schumann, Liederkreis, Gerald Moore, zongora, EMI
- Schütz Máté passió SWV 479., berlini Hugo-Distler kórus, vez. Klaus Fischer-Dieskau, Archív LP 1961[17]
- Sosztakovics, Szvit Michelangelo Buonarroti verseire és Lebjagykin kapitány négy verse, Vladimir Ashkenazy és a berlini Rádió Szimfonikus Zenekara, Polygram

### Narrátorként
- Melodrámák. Schumann, Liszt, Strauss, Ullmann (Burkhard Kehring) Deutsche Grammophon 477 5320

### Karmesterként
- Schumann: Gordonkaverseny, Zongoraverseny (Jacqueline du Pré, Daniel Barenboim; Új Philharmonia Zenekar, Londoni Filharmonikus Zenekar) EMI 5 74589 2
- Berlioz, Harold Itáliában, a cseh Filharmonikus Zenekarral és Josef Suk hegedűművésszel, Supraphon
- Brahms, 4. szimfónia, cseh Filharmonikus Zenekar, Supraphon
- Mahler, Das Lied von der Erde, a stuttgarti rádió szimfonikus zenekara, Orfeo
- Schubert, 5. és 8. (Befejezetlen) szimfóniák, a Filharmónia Zenekarral, EMI
- Richard Strauss, áriák a Salome, Ariadné Naxosz szigetéről, Danaidák szerelme, és a Capriccio; Várady Júliával és a Bambergi Szimfonikusokkal, Orfeo

## Videográfia
- Schubert, Téli utazás, felvétel: 1990. július, Murray Perahia kísér zongorán, Sony Classical
- Schubert, Téli utazás, felvétel: 1979. január, Alfred Brendel kísér zongorán, Sender Freies Berlin (SFB)
- Mozart, Don Giovanni, berlini Német Opera Fricsay Ferenccel, élő felvétel németül, 1961. szeptember 24-én. A főbb szerepeket Pilar Lorengar, Elisabeth Grümmer, Walter Berry, Erika Köth, Donald Grobe, és Josef Greindl éneklik.
- Strauss (Richard), Mahler, and Schubert: „Schwarzkopf, Seefried, and Fischer-Dieskau”, DVD-felvétel, EMI Classics. Tartalmazza Schwarzkopf Marschallin előadását, és Fischer-Dieskau által előadott „Der Erlkönig” áriát.
- Mozart, Figaro házassága, bécsi Filharmonikusok, vezényel Lorin Maazel, az 1963-as Salzburg Fesztiválon. DVD, VAI

## Könyvei
- Auf der Spuren der Schubert-Lieder. Werden – Wesen– Wirkung. Wiesbaden, 1971 (még három német kiadás) Magyarul: A Schubert-dalok nyomában. Születésük – világuk – hatásuk. Ford. Tandori Dezső. Budapest, 1975. Gondolat K. ISBN 9632801520
- The Fischer-Dieskau Book of Lieder: The Original Texts of over 750 Songs, fordította Richard Stokes és George Bird. Random House, 1977 (ISBN 0-394-49435-0)
- Reverberations: The Memoirs of Dietrich Fischer-Dieskau, fordította Ruth Hein. Fromm International, 1989 (ISBN 0-88064-137-1)
- Robert Schumann Words and Music: The Vocal Compositions, fordította Reinhard G. Pauly. Hal Leonard, 1992 (ISBN 0-931340-06-3)
- Wagner and Nietzsche, fordította Joachim Neugroschel. Continuum International, 1976
- Jupiter und ich: Begegnungen mit Furtwängler, Berlin University Press, 2009

## Magyarul
- A Schubert-dalok nyomában. Születésük – világuk – hatásuk; ford. Tandori Dezső; Gondolat, Bp., 1975
- Johannes Brahms. Élet és dalok; ford. Gáti István, fotóvál. Várbiró Judit; Holnap, Bp., 2014